# Monseñor Nouel (prowincja)
Monseñor Nouel – jedna z 32 prowincji Dominikany. Stolicą prowincji jest miasto Bonao.

## Opis
Prowincja Dominikany, zajmuje powierzchnię 992 km² i liczy 165 224 mieszkańców 1 grudnia 2010.

## Gminy
| Lp.     | Gmina         | Liczba ludności (2010) | Powierzchnia (km²) |
| ------- | ------------- | ---------------------- | ------------------ |
| 1       | Bonao         | 125 338                | 678                |
| 2       | Maimón        | 18 952                 | 83                 |
| 3       | Piedra Blanca | 20 934                 | 231                |
| Łącznie |               | 165 224                | 992                |